# Privalov
Privalov je priimek več oseb:
- Ivan Ivanovič Privalov, ruski matematik
- Peter Frolovič Privalov, sovjetski general